# Gobernador Gregores
Gobernador Gregores è un comune (municipio in spagnolo) dell'Argentina, appartenente alla provincia di Santa Cruz, capoluogo del dipartimento di Río Chico.
Il nome del dipartimento deriva dal nome del governatore di Santa Cruz, Juan Manuel Gregores, che governò la provincia dal 1932 al 1945. L'agglomerato urbano, che risale al XIX secolo, ha ricevuto ufficialmente lo status di municipio con legge provinciale del 1º aprile 1871.
In base al censimento del 2001, nel territorio comunale dimorano 2.519 abitanti, con un aumento del 36,38% rispetto al censimento precedente (1991).